# Marc Mboua
Marc Mboua est un joueur de football Camerounais né le 26 février 1987 à Yaoundé au Cameroun. 
Il a évolué comme attaquant et comme milieu offensif dans les championnats français, égyptiens et néerlandais. 
Il est surnommé « Buldo » (Buldozer) ou « La Perle Noire » par ses supporters.

## Biographie
En 2004, Marc Mboua gagne la coupe du Tournoi international du gouverneur d'Alexandrie et termine meilleur buteur du tournoi. Il est alors recruté par le Zamalek SC (meilleur club africain) avec lequel il joue la Ligue des Champions arabes. 
Il rejoint l'Europe en 2006 et intègre alors le club français du SC Feignies en cours de saison. 
En juin 2007, le club néerlandais Cambuur Leeuwarden ("épis de lion") recrute Marc Mboua. Dans la Frise, l'attaquant du Cameroun signe un contrat de deux ans, avec une option pour une troisième saison. Il y sera élu "meilleur joueur" de son club. 
En 2008, il est convoqué chez les Lions Indomptables pour les Jeux olympiques 2008 à Pékin où la sélection camerounaise arrive en quarts de finale.
En 2010 et 2011, il signe un contrat d'une saison avec Ittihad Alexandrie puis avec Smouha SC. 
En juin 2012, il rejoint le club égyptien du Telephonat Bani Sweif.

## Palmarès
- 2004 : Vainqueur et meilleur buteur de la coupe du Tournoi international du gouverneur d'Alexandrie

- 2007-2008 : Élu meilleur joueur de son club

- JO 2008 avec l'Équipe espoirs du Cameroun (Quarts de finale).